# Христина Вучева
Христина Ангелова Вучева е българска икономистка, заместник министър-председател и министър на финансите на България в служебното правителство на Ренета Инджова (1994 – 1995). Тя е първата жена министър на финансите в България.

## Биография
Христина Вучева е родена на 15 февруари 1937 година в Пазарджик. Завършва Търговската гимназия в града, а през 1959 г. – счетоводна отчетност във Висшия икономически институт „Карл Маркс“ (днес Университет за национално и световно стопанство, УНСС) в София. По време на следването си е изключена при т.нар. унгарски събития, но после възстановена.
Работи в статистическия център, Окръжния народен съвет и Акумулаторния завод в Пазарджик. По-късно е преподавател в Научния институт на Министерството на финансите. През 1991 г. защитава професорска титла.
През 1990 – 1991 година Вучева е съветник в Министерския съвет, а от 1992 до 1997 година оглавява дирекция „Икономическа и социална политика“ към Министерството на финансите. През този период участва активно в разработването на концепцията за масова приватизация. През 1994 – 1995 година тя е вицепремиер и министър на финансите в служебното правителство на Ренета Инджова. От 1996 до 2009 година е преподавател по финанси в УНСС.
Христина Вучева умира на 83 години на 15 октомври 2020 г.